# Сава центар
Сава центар је конгресни, културни и пословни центар у Београду. Намењен је за разноврсне мултифункционалне активности. Овај објекат поседује највећи конгресни простор у Србији, као и у целој југоисточној Европи, а познат је по својој „Плавој дворани” која прима до 3.800 људи.
На тендеру који је расписао град Београд, власништво над Сава центром од децембра 2020. преузима Delta Holding за 17,5 милиона евра. Након темељне реконструкције, која је трајала дуже од две године, почеком новембра 2023. године отворен је Сава центар, односно Објекат А који је познат као конгресно-пословни део, док је Објекат Б, односно, Плава дворана, отворена средином 2024.

## Историја
Изградња Сава центра трајала је три године, од 1976. до 1979, а изграђен је по замисли архитекте Стојана Максимовића који је био и шеф конструкторског тима. Радови су морали да се убрзају ван предвиђеног рока, због већ заказаног годишњег састанка Међународног монетарног фонда који је требало да буде одржан у Сава Центру, што је проузроковало и одустајање од плана да главна сала има ротирајућу позорницу.
Дворану је свечано отворио председник СФРЈ Јосип Броз Тито, 14. маја 1977. године, а већ идуће 1978. у њој је одржан XI конгрес Савеза комуниста Југославије.
Сава центар је годинама био водеће место за одржавање бројних скупова, као што су конгреси, концерти, премијере филмова, представе и друго. Велики међународни конгресни скупови, као што су Генерална скупштина Светске банке и Међународног монетарног фонда, Генерална скупштина УНЕСЦО-а, 9. Самит несврстаних земаља, ОЕБС, Скупштина ЕБРД и остали, такође су одржани у Сава Центру. Овај конгресно-културни центар је био место одржавања преко 7.000 домаћих и међународних конгреса и конференција са више од 1.600.000 учесника. Осамдесетих година прошлог века, Сава центар проглашен је за један од десет најбољих конгресних центара у свету. Само у току две године, 1980-81. одржано је 30 великих међународих скупова са близу 22 хиљаде учесника и 22 домаћа велика скупа (поред око 600 мањих) са око 16 хиљада учесника. Овај објекат био је номинован и за чувену Прицкерову награду, најзначајнију награду у области архитектуре.
У децембру 2020. године, власништво над Сава Центра преузима компанија Delta Holding. Реновирање овог објекта званично је почело 23. децембра 2021, са планом да се „објекат А” свечано отвори у новембру 2023. године, а „објекат Б”, у ком се налази „Плава дворана”, половином 2024. године. Иако је за куповину Сава Центра један од услова био улог за реновирање са минималним износом од 50 милиона евра, целокупна реконструкција ове грађевине достигла је више од 118 милиона евра.
Реконструсани Сава центар данас представља модеран конгресно-пословни центар, који нуди врхунски квалитет услуга посетиоцима и испуњава све услове за организацију најзахтевнијих догађаја. 
Део Сава центра који од новембра дочекује домаће и стране госте обухвата 65.000 2, односно више од две трећине укупне површине овог објекта. Конгресни део чини 46 сале (уместо досадашњих 16), међу којима и чувена Главна конгресна дворана, место неких од најзначајнијих скупова у историји Београда, Србије и бивше Југославије. Реконструисани Сава центар може да угости чак 8.000 гостију, више од било ког конгресног центра у региону и овом делу Европе.  
Посебна атракција Сава Центра је имерсив сала, јединствена на овим просторима. Ова техничка иновација је права атракција за организаторе догађаја, конференција и прослава који желе својим гостима да пруже осећај потпуног урањања у садржај који емитују.
Поред конгресног дела, реновиран је и обновљен и пословни простор А класе, као и шопинг зона са рестораном и локалима различитих брендова и услуга. 
Друга фаза, реконструкција чувене Плаве дворане биће настављена по плану до половине 2024. године и њен капацитет биће повећан са 3.762 на 4.000 посетилаца. Дворана је задржала плаву боју по којој је добила име, повећан је број ложа, добила је нова, много удобнија седишта и биће опремљена најновијим аудио-визуелним уређајима. Хол испред дворане и даље ће осветљавати импозантан лустер, познатији као небо, поправљен и очишћен.
Инвеститор Delta Holding испунио је обавезу да задржи намену овог објекта, очувани су архитектура и елементи ентеријера, који су стављени под заштиту Завода за заштиту споменика културе Београда. Осим што је сачуван препознатљиви спољашни изглед осмишљен и пројектован од познатог  архитекте Стојана Максимовића, очувани су и обновљени бројни елементи ентеријера по којима је Сава Центра познат Београђанима и гостима главног града. У улазном холу зид краси чувена мапа света, и даље су присутни бетонски елементи, дугачки холови и форма простора са галеријама. Бројна уметничка дела после реконструкције су враћена да красе унутрашњост објекта.
После реконструкције Сава центар је паметна и зелена зграда. Објекат је направљен не само да штеди електричну енергију, већ и да је производи, захваљуљући преко 900 соларних панела инсталираних на крову. Нови стаклени омотач чине трослојна стакла која пружају изузетну термоизолацију, што практично значи да ће зими стаклени омотач задржати топлоту, а лети ће сунчеви зраци много мање утицати на раст температуре унутар самог објекта. Сава центар, као једини објекат те врсте, у процесу је добијања БРЕЕАМ сертификата, једног од најважнијих система рангирања који показаје колики је утицај објекта на животну средину.

## Димензије
Конгресни део Сава Центра има 22.087 2 корисног и 50.507 2 укупног простора, укључујући „Плаву дворану” са 4000 седишта, 46 конференцијских сала различитих димензија и изложбени простор са преко 8.000 2. Некадашња „Зимска башта” постаће вишенаменски, стакленом површином наткривени, Атријум од 1.028 2 и служиће као коктел и изложбени простор. „Плава дворана”, која важи за салу са највећим капацитетом, биће подељена на партер и балкон, због ког ће целокупан број посетиоца исте достићи 3.800. Она, такође, поседује свој лични фоаје, познатији као фоаје Плаве дворане, који је предвиђен за изложбени простор.
Комерцијално-пословни део Сава центра заузима 35.248 2 објекта А, од чега је 24.590 2 користан простор. У њему се налазе многи домаћи, као и страни брендови и његов већи део је отворен за ширу јавност у виду шопинг зоне.

## Паркинг-простор
Простор за паркирање Сава центра има капацитет од 410 паркинг-места.

## Догађаји
Сава центар је био домаћин многих значајних међународних конгреса и скупова као што су: ОЕБС, Годишњи састанци ММФ и Светске банке, 55. Годишња генерална скупштина Интерпола, 6. УНКТАД, Генерална скупштина УНЕСКО, ФОРЕКС, ФИСИТ, 9. Самит несврстаних и других.
Сава центар је такође био домаћин и многих значајних уметничких програма и угостио је велике уметнике, као што су: Лучано Павароти, Пласидо Доминго, Монсерат Кабаље, Мајлс Дејвис, Хенрик Шеринг, Б. Б. Кинг, Зубин Мехта, Владимир Ашкенази, Јохан Штраус оркестар, Московски филхармонијски оркестар, Оказу филхармонијски оркестар и многи други. У њему су такође одржани и избор за Мис Србије, као и селекциони фестивали за учешће на такмичењу за Песму Евровизије, под називима Беовизија и Европесма и идејни је творац, покретач и организатор традиционалног летњег фестивала (Summertime festival), као и дугогодишњи домаћин Међународног филмског фестивала ФЕСТ.